# Глибоке (Харківський район)
Глибо́ке — село в Україні, у Харківському районі Харківської області. До 2020 року орган місцевого самоврядування —  Глибоківська сільська рада.

## Географія
Село Глибоке розташоване на півночі Харківського району, у прикордонній зоні з Росією, за 39 км від обласного центру автошляхом місцевого значення, неподалік від верхів'я річки Харків, за 1,5 км від Трав'янского водосховища (річка Харків). За 3 км розташовані села Красне та Мороховець. Селом тече пересихаючий струмок із загатою.

## Назва
Назва села походить від однойменної місцевості — Глибока балка.

## Історія
Перше поселення на території сучасного Глибокого засноване 1930 року, для забезпечення житлом робітників сільського господарства від Південної залізниці.
На початку німецько-радянської війни, поселення було зруйноване німецько-фашистськими окупантами. По закінченню війни в селі був утворений радгосп імені Кірова.
У 1971 році в селі відкрита загальноосвітню середню школу.
У 1980-х роках в селі діяли два дитячих дошкільних навчальних закладів, крамниці, бібліотека, клуб, сфера обслуговування, футбольна команда «Маяк», збудовані нові вулиці (район «Доміки»), проведена газифікація будинків. У ті роки село набуло свого сучасного вигляду. Заснована Глибоківська сільська рада.
Населення села було сформоване завдяки внутрішній міграційній політиці Радянського Союзу, що  складалась з українців, росіян та інших національностей.
12 червня 2020 року Глибоківська сільська рада, в ході децентралізації, об'єднана з Липецькою сільською громадою.

### Російсько-українська війна
З початку російського вторгнення в Україну, з лютого 2022 року, село перебувало під російською окупацією.
13 вересня 2022 року Збройні сили України під час контрнаступу звільнено село Глибоке від російських окупантів.
7 лютого 2023 року окупанти обстріляли село.
Під селом загинуло багато окупантів.

## Інфраструктура
Сільськогосподарство здійснюється на базі декілька невеликих фермерських господарств, яке розвивається дуже повільно, в цій сфері працює невеликий відсоток селян. Значна кількість населення, в першу чергу молодь, працює у Харкові, в селі збільшилась частка осіб пенсійнного віку. Не втратила свого статусу, як основного роботодавця для глибочан і обласна психіатрична лікарня у Стрілече.